# Ursynów Północny
Ursynów Północny – obszar Miejskiego Systemu Informacji dzielnicy Ursynów w Warszawie, osiedle i dawne pasmo rozwojowe miasta.

## Położenie i charakterystyka
Ursynów Północny to obszar MSI położony na stołecznym Ursynowie. Według państwowego rejestru nazw geograficznych to część miasta o identyfikatorze 143142.
Obszar obejmuje teren ograniczony przez Potok Służewiecki na odcinku od granicy dzielnicy w alei Wyścigowej do zachodniego krańca terenu wyścigów konnych (m.in. przez Staw Wyścigi). Dalej granica obszaru przebiega zachodnią granicą wyścigów do ulicy Puławskiej. Następnie ulicami: Puławską, rtm. Witolda Pileckiego, Jana Ciszewskiego i aleją Jana Rodowicza „Anody”, południową granicą osiedla leżącego przy ulicy Generała Chłapowskiego oraz jej przedłużeniem w kierunku fortu Służew. Tutaj granica przebiega po południowo-zachodnim krańcu fortu Służew oraz jego przedłużeniu w kierunku Doliny Służewieckiej. Na północy biegnie wzdłuż granicy Ursynowa do przecięcia z Potokiem Służewieckim w alei Wyścigowej. Ursynów Północny w ramach dzielnicy graniczy z obszarami MSI Wyczółki, Grabów, Stary Imielin, Ursynów-Centrum i Stary Służew. Zewnętrznie graniczy z obszarem MSI Mokotowa Służew.
MSI Ursynów Północny obejmuje części miasta Stokłosy i Jary, a także osiedla Koński Jar-Nutki, Surowieckiego 2, 4, 6, 8 i SBM „Techniczna”. Przez jego teren przebiegają m.in. aleja Komisji Edukacji Narodowej i ulice: Puławska, Wawrzyńca Surowieckiego, Eugeniusza Romera, Stanisława Herbsta, Wojciecha Bogumiła Jastrzębowskiego oraz Zaolziańska. Zlokalizowano tu stacje warszawskiego metra: Ursynów i Stokłosy.
Ursynów Północny to teren o przewadze zabudowy mieszkaniowej wielorodzinnej.

## Historia
W dniu 14 maja 1951 rozporządzeniem Rady Ministrów część obszaru późniejszego osiedla Ursynów Północny został włączony w granice administracyjne Warszawy wraz z resztą gminy Wilanów. Wcześniej, zgodnie z mapami z lat 1929–1939 Wojskowego Instytutu Geograficznego znajdowała się tu miejscowość Imielin Nowy, były to także prawdopodobnie grunty należące do Służewa i Wyczółek.
Od 1975 teren stanowił część południowego pasma rozwojowego (Ursynów-Natolin) w dzielnicy Mokotów o nazwie Ursynów Północny o łącznej powierzchni 126 hektarów. Pasmo dzieliło się na dwa osiedla przedzielone aleją Komisji Edukacji Narodowej: Jary (na zachodzie) i Stokłosy (na wschodzie), a ograniczone było ówczesnymi lub planowanymi ulicami: Rzymowskiego (potem Dolinka Służewiecka), Rosoła (Rodowicza „Anody”), Ciszewskiego, Findera (Pileckiego) i Puławską. Całość zaplanowano na 9580 mieszkań i ok. 39,3 tys. mieszkańców (według innego źródła: 9575 mieszkań i 38,1 tys. mieszkańców). Jej projektantami byli Marek Budzyński (główny projektant), Jerzy Szczepanik-Dzikowski i Andrzej Szkop. Przewodniczącym zespołu projektowego, który brał udział w konkursie ogłoszonym przez Stowarzyszenie Architektów Polskich jeszcze w 1970 roku, był Ludwik Borawski, jednak po jego śmierci w 1971 został zastąpiony przez Budzyńskiego. W projektowaniu brali także Olgierd Jagiełło, Zbigniew Zawistowski i Irena Bajerska.
Według tych planów budynki mieszkalne miały mieć 4 lub 13 kondygnacji i powstawać w technologii wielkiej płyty w systemach „Szczecin” i „Wk-70”. Budynki usługowe natomiast miały mieć szkielet prefabrykowany żelbetowy i stalowy. Główną zasadą urbanistyczną przyjętą podczas planowania była obudowa obiektami mieszkalnym i usługowymi ciągów pieszych. Zabudowa inspirowana była rozwiązaniami duńskimi (pasmo rozwojowe Køge Bugt w Kopenhadze) i miała być w opozycji do założeń dużych zespołów mieszkaniowych w Warszawie takich jak Stegny, czy Bródno. Wśród postulatów było traktowanie pasem lub zespołów osiedli jako osobnych organizmów miejskich. Miały być też bardziej przyjazne ludziom; zabudowa miała być bardziej skoncentrowana i skupiona wokół osi metra. Układ urbanistyczny można określić jako sieciowy z liniowym centrum. Dominującą rolę odgrywa aleja Komisji Edukacji Narodowej. Osiedle miało być podzielone na siedem kolonii pooddzielanych ulicami przelotowymi, wzdłuż których zaplanowano parkingi i dwupoziomowe garaże. Przez kolonie meandrują ciągi piesze i pieszo-jezdne.
Od marca 1994 roku obszar osiedla Ursynów Północny znajduje się w granicach dzielnicy Ursynów. W 1998 roku utworzono obszar MSI Ursynów Północny, który swoim zasięgiem objął oprócz samego osiedla także m.in. teren toru wyścigów konnych Służewiec. W 2000 skorygowano teren obszaru w ten sposób, że wyłączono z niego na południu okolice ograniczone ulicami Galopu, Poleczki i Puławską.

## Przyroda i geologia
Na terenie MSI Ursynów Północny znajdują się parki im. Jana Pawła II oraz im. Romana Kozłowskiego ze sztucznym wzniesieniem Kopa Cwila. Zlokalizowane są tu dwa stawy na terenie toru wyścigów konnych oraz Staw Wyścigi na granicy z MSI Wyczółki. Zgodnie z badaniem z 2004 roku na terenie toru wyścigów konnych i w jego okolicach stwierdzono występowanie następujących gatunków ptaków: rycyk, uszatka zwyczajna, dzięciołek i dymówka.
Gleby Ursynowa Północnego to w większości gliny zwałowe zlodowacenia Warty. Wśród pomników przyrody dominują głazy narzutowe (6 sztuk, a także chronione są dwie topole białe), w tym tzw. Głaz Ursynowski o wysokości 2,62 m i obwodzie 1110 cm.

## Galeria
| - Aleja Komisji Edukacji Narodowej na terenie osiedla z widocznym po prawej kościołem Wniebowstąpienia Pańskiego - Zabudowania Ursynowa Północnego wzdłuż ulicy Koński Jar widziane z Kopy Cwila - Trybuna honorowa toru wyścigów konnych na Służewcu - Kopa Cwila w parku im. Romana Kozłowskiego - Pomnik przyrody „Głaz Ursynowski” |